# Załuskie Kościelne
Załuskie Kościelne – wieś w Polsce położona w województwie podlaskim, w powiecie bielskim, w gminie Brańsk.
W latach międzywojennych wieś należała do gminy Domanowo Stare, w powiecie bielskim. Pracował tu jeden wiatrak.
W latach 1975–1998 miejscowość administracyjnie należała do województwa białostockiego.
Wierni kościoła rzymskokatolickiego należą do parafii Wniebowzięcia Najświętszej Maryi Panny w Brańsku.